# Yggdrasil Linux

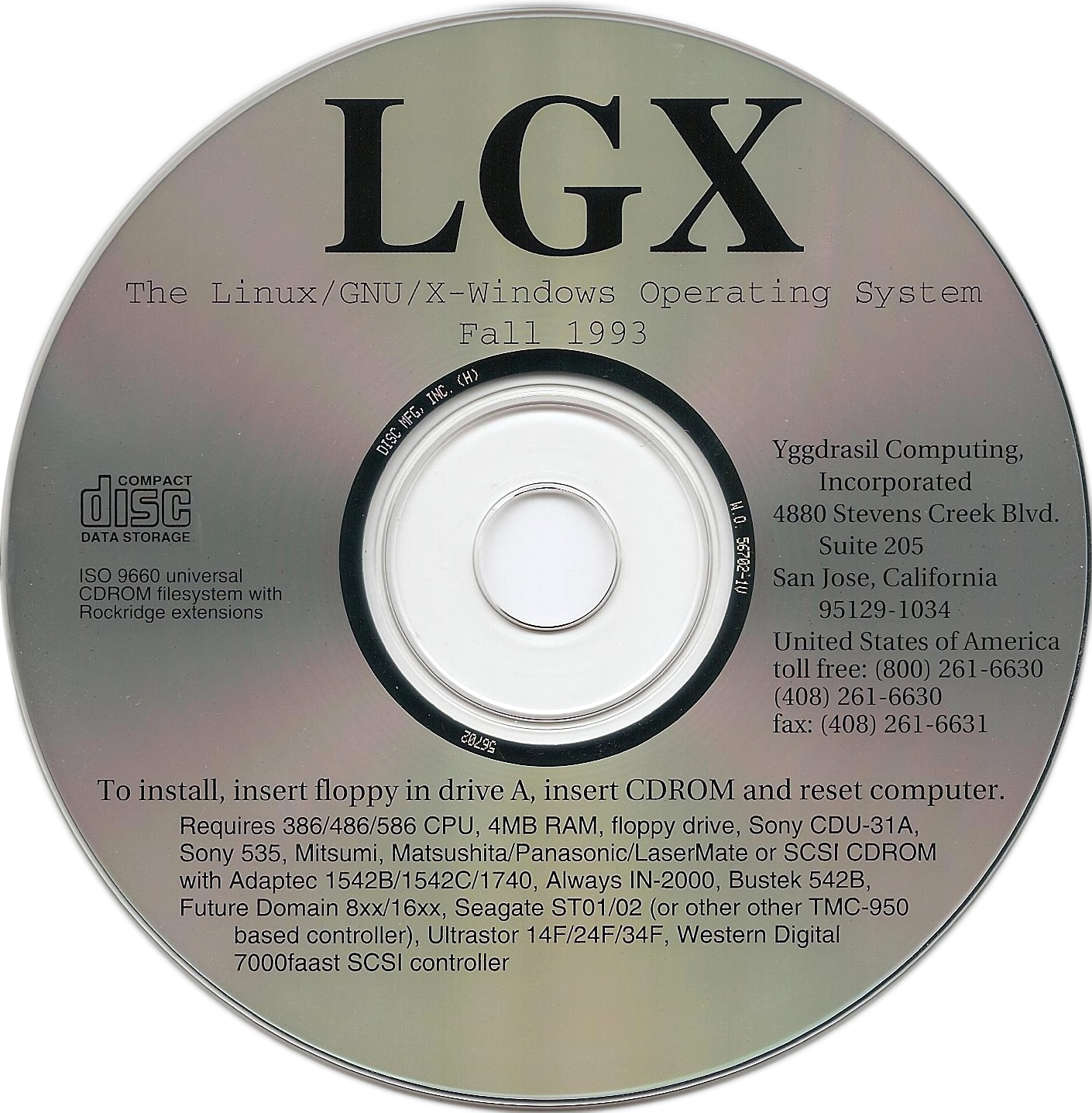
CD-ROM de la versión de distribución LGX Yggdrasil Linux "Fall 1993"

Yggdrasil Linux/GNU/X, o LGX (pronunciado yaag - draw - sill), fue una de las primeras distribuciones de Linux, desarrollada por Yggdrasil Computing, Incorporated, una empresa fundada por Adam J. Richter en Berkeley, California.
Yggdrasil Computing fue una de las primeras compañías en crear una distribución de Linux basada en CD-ROM. Su pretensión era que el sistema operativo se ejecutara directamente desde el CD, lo cual es conocido como un LiveCD. Yggdrasil Linux fue descrita como una distribución de Linux Plug-and-Play, en el sentido de que se configuraba automáticamente el hardware, una característica que ahora se da por supuesta. Además era compatible con la jerarquía de ficheros de Unix.
El nombre se refiere al Árbol de la Vida Yggdrasil de la mitología nórdica, como un símbolo de unión entre diversas piezas para formar un gran conjunto (en este caso, una distribución completa). El último lanzamiento de Yggdrasil fue en 1995.

## Historia y lanzamientos
Yggdrasil fue anunciada el 24 de noviembre de 1992. El 8 de diciembre de 1992 se hizo la primera versión alfa, llamada como Yggdrasil GNU/Linux/X (LGX), y descrita por sus creadores como "un Linux/GNU/X basado en un clon de UNIX para PCs compatibles ". La versión alfa de Yggdrasil contenía el kernel de Linux 0.98.1, la versión v11r5 del sistema de ventanas X admitiendo hasta 1024x768 con 256 colores, varias utilidades GNU como su compilador C/C++, el depurador GNU, bison, flex, y make, TeX, groff, Ghostscript, el elvis y editores Emacs y más software. Yggdrasil Alfa requería una computadora 386 con 8MB de RAM y 100MB de disco duro. A la versión alfa le faltaba el código fuente de algunos de los paquetes, como elvis.
La beta fue liberada el 18 de febrero de 1993 y su coste era de 50$. La beta de LGX contenía el kernel 0.99.5, junto con otros programas GNU y X. Hasta el 22 de agosto de 1993, la empresa había vendido más de 3100 ejemplares de la versión beta de la distribución LGX.
La versión final tuvo un precio de 99$. Sin embargo, Yggdrasil se le ofreció gratis a cualquier desarrollador cuyo software estuviera incluido en distribución. Según un correo electrónico de fundador de la empresa el costo marginal de cada suscripción fue de 35,70$. Los primeros lanzamientos también estuvieron disponibles en tiendas. En 1995, Yggdrasil se quedó desatendida.

## Yggdrasil Computing, Incorporated
Andrew J. Richter Yggdrasil creó la empresa junto con Bill Selmeier. Richter habló con Michael Tiemann (vicepresidente de Open Source Affairs de Red-Hat) para crear un negocio, pero no estaba interesado en unir fuerzas con Cygnus.
Richter era miembro de la Liga por la Programación Libre. Richter utilizaba un disco duro de solo 200MB cuando construía la versión alfa LGX, lo que le impidió incluir el código fuente de algunos de los paquetes contenidos en el CD-ROM.
Yggdrasil Incorporated ha publicado algunos de los primeros libros de recopilación de Linux, tales como "La Biblia Linux: El Testamento GNU" y contribuyó de manera significativa al sistema de archivos y a la funcionalidad del sistema de ventanas X en los primeros días de su funcionamiento.
La empresa se trasladó a San José, California en 1996. En 1996, Yggdrasil Incorporated publicó la edición de invierno de 1996 de "Archivos Linux de Internet", seis CD de software Linux de Tsx-11 y Sunsite, el archivo de GNU prep.ai.mit.edu, los archivos de X11R6 incluidos en la contribución libre de X11R6 de ftp.x.org, los estándares Internet RFC, y un total de nueve distribuciones Linux.
La empresa se mantuvo activa al menos hasta el año 2000, cuando se publicó el Linux OpenSource DVD, pero su sitio web cerró y no han vuelto a publicar nada.